# مانويل أليخاندرو زاريت
مانويل أليخاندرو زاريت (بالإسبانية: Manuel Alejandro Zárate)‏ هو لاعب كرة قدم مكسيكي، ولد في 3 يونيو 1988 في غوادالاخارا في المكسيك. لعب مع نادي تولوكا.